# 사랑의 노래 (영화)
《사랑의 노래》(Пісня пісень, Pesn pesney, Song of Songs)는 우크라이나에서 제작된 에바 네이만 감독의 2015년 드라마, 멜로/로맨스 영화이다. 카렌 바다로프 등이 주연으로 출연하였다.

## 출연

### 주연
- 카렌 바다로프
- 비탈리나 비블리브
- 미하일 보그다사로브
- 예베니 코간
- 아리나 포스톨로바
- 아르세니티 세메노브
- 브세볼로드 사일로브스키
- 사모일 실린